# Hasse Lake
Hasse Lake är en sjö i Kanada.   Den ligger i provinsen Alberta, i den centrala delen av landet, 2 900 km väster om huvudstaden Ottawa. Hasse Lake ligger 724 meter över havet. Arean är 0,64 kvadratkilometer. Den sträcker sig 1,3 kilometer i nord-sydlig riktning, och 0,9 kilometer i öst-västlig riktning.
Trakten runt Hasse Lake består till största delen av jordbruksmark. Runt Hasse Lake är det glesbefolkat, med 11 invånare per kvadratkilometer.